# Hans Kratzert (General)
Hans Kratzert (* 19. Januar 1883 in Bautzen; † 3. Juli 1958 in Frankfurt am Main) war ein deutscher Generalleutnant im Zweiten Weltkrieg.

## Leben
Kratzert besuchte das Dresdner Kadettenhaus und wurde am 1. April 1901 als charakterisierter Fähnrich dem 7. Feldartillerie-Regiment Nr. 77 der Sächsischen Armee in Leipzig überwiesen. Nach Absolvierung der Kriegsschule in Anklam avancierte er Ende August 1902 zum Leutnant und war ab Oktober 1910 Adjutant der I. Abteilung. In dieser Eigenschaft stieg er Ende Juni 1911 zum Oberleutnant auf, wurde am 1. November 1912 Regimentsadjutant und am 21. Mai 1914 Hauptmann. Im Verbund mit der übergeordneten 24. Infanterie-Division nahm er nach Ausbruch des Ersten Weltkriegs mit seinem Regiment an den Kämpfen an der Westfront teil. Als Führer der 1. Batterie wirkte er während der Schlacht an der Somme am 24. August 1916 bei der Abwehr eines englischen Angriffs sowie sieben Tage später bei einem deutschen Angriff durch besondere Umsicht und Tapferkeit. Dafür wurde er am 6. Oktober 1916 mit dem Ritterkreuz des Militär-St.-Heinrichs-Ordens beliehen. Nach seiner zweiten Verwundung war Kratzert ab Ende Dezember 1916 über das Ende des Krieges hinaus Kommandeur der III. Abteilung. Für sein Wirken hatte man ihn mit beiden Klassen des Eisernen Kreuzes, dem Ritterkreuz I. Klasse des Verdienstordens und des Albrechts-Ordens mit Schwertern sowie dem Verwundetenabzeichen in Silber ausgezeichnet.
Nach Kriegsende befand Kratzert sich vom 20. Dezember 1918 bis zum 1. April 1919 beim Regimentstab, wurde in die Vorläufige Reichswehr übernommen und dem Reichswehr-Artillerie-Regiment 19 als Batteriechef überwiesen. Vom 1. Januar 1921 bis zum 1. März 1924 befand er sich beim Stab der III. Abteilung des 4. Artillerie-Regiments, wurde anschließend in den Stab der 4. Division versetzt und kam von dort am 1. Februar 1925 zur Kommandantur des Truppenübungsplatzes Grafenwöhr. Kratzert avancierte Anfang Mai 1925 zum Major und war vom 1. April 1928 bis zum 1. Oktober 1929 beim Stab der II. Abteilung des 2. (Preußisches) Artillerie-Regiments. Daran schloss sich eine Verwendung als Kommandeur der III. Abteilung im 4. Artillerie-Regiment in Dresden sowie zum 1. Februar 1930 die Beförderung zum Oberstleutnant an. Am 1. Februar 1932 wurde Kratzert in den Stab des Artillerieführers IV versetzt und zugleich an die Artillerieschule in Jüterbog kommandiert, wo am 1. Januar 1933 seine Beförderung zum Oberst erfolgte. Ab Oktober 1934 war er Kommandeur des Lehrstabes der Artillerieschule und wurde in dieser Position sowohl in die Wehrmacht übernommen als auch am 1. Oktober 1935 zum Generalmajor befördert.
Vom 6. November 1936 bis 1. März 1938 war er Artilleriekommandeur 18 in Liegnitz, der neu im Wehrkreis VIII aufgestellten Dienststelle, und erhielt am 1. Januar 1938 die Beförderung zum Generalleutnant. Anschließend wurde er bis 24. November 1938 Artillerieoffizier West für die Landesbefestigung. Bis September 1939 war er im Stab der Heeresgruppe 2 in Frankfurt am Main.
Vom 1. September 1939 bis 6. August 1941 war Kratzert Kommandeur der neu aufgestellten 251. Infanterie-Division. Die Division wurde während des Westfeldzugs im Fall Gelb und Fall Rot eingesetzt. Mit dem Unternehmen Barbarossa wurde die Division nach Russland geschickt. Am 2. August 1941 kam es zu erbitterten Kämpfen um die Höhen südwestlich von Welikije Luki, in deren Verlauf die 251. Infanterie-Division schwere Verluste erlitt und, nachdem auch ihr die Munition ausgegangen war, hinter die Lowat ausweichen musste. General der Kavallerie Georg Lindemann, der Kommandeur des L. Armeekorps, der die 251. Infanterie-Division unterstellt war, sah den Misserfolg durch Kratzert verursacht. Infolgedessen wurde er am 6. August 1941 von seinem Posten enthoben und in die Führerreserve versetzt. Eine Untersuchung sprach Kratzert aber von jeglicher Schuld frei.
Kratzert bekam am 20. September 1941 den Posten des neu aufgestellten Höheren Artilleriekommandeur 303 bei der 18. Armee. und erhielt am 14. Januar 1942 das Deutsche Kreuz in Gold. Zum 15. Februar 1942 gab er das Kommando an Generalleutnant Gottfried Fischer ab und wurde erneut in die Führerreserve versetzt. Vom 17. April 1943 bis kurz vor Kriegsende war er Korück (Kommandant rückwärtiges Armeegebiet) 585, eine wieder aufgestellte Dienststellung, welche der 4. Panzerarmee unterstellt wurde. Das Einsatzgebiet war erst in Südrussland und dann in der Nordukraine.
Mit der Bedingungslosen Kapitulation der Wehrmacht befand er sich vom 8. Mai 1945 bis 1947 in alliierte Kriegsgefangenschaft und wohnte nach der Freilassung in Frankfurt am Main.